# Черепанов Олексій Андрійович
Олексій Черепанов (рос. Алексей Черепанов, 15 січня 1989, Озерки, Алтайський край — 13 жовтня 2008, Чехов) — російський хокеїст, що грав на позиції крайнього нападника.

## Ігрова кар'єра
Хокейну кар'єру розпочав 2005 року.
2007 року був обраний на драфті НХЛ під 17-м загальним номером командою «Нью-Йорк Рейнджерс».
Усю професійну клубну ігрову кар'єру, що тривала 4 роки, провів, захищаючи кольори команди «Авангард» (Омськ).

## Смерть
13 жовтня 2008 року, у Чехові під час матчу між місцевим «Витязем» та «Авангардом» за п'ять хвилин до закінчення зустрічі у форварда омської команди Олексія Черепанова зупинилось серце. На арені не опинилося медиків, тож довелося чекати приїзду карети швидкої медичної допомоги. Вже в лікарня його намагалися привести до тями за допомогою дефібрилятора, але безуспішно.
Представники клубу згодом зробили заяву про те, що гравець ніколи не скаржився на серце. Однак, як встановив судмедексперт у хокеїста була ішемічна хвороба серця.
Після трагедії, що сталася з молодим гравцем, керівництво КХЛ ініціювало розслідування обставин загибелі Олексія Черепанова. 29 грудня того ж року на офіційному сайті ліги з'явилася інформація про результати даного розслідування. Так з'ясувалося, що у Олексія протягом принаймні року до трагедії спостерігалися проблеми з серцем і що він приймав ліки, а саме кордіамін, котрий стимулюює та лікує серцево-судинну систему та органи дихання. Також було встановлено, що даний препарат був введений в організм хокеїста за три години до початку матчу. Кордіамін належить до заборонених препаратів Всесвітньою антидопінговою агенцією (ВАДА).

## Пам'ять
Номер «7» клуб «Авангард» (Омськ) закріпив за гравцем, а банер з номером підняли над ареною 20 жовтня 2008 перед матчем з мінським «Динамо».
Також в Омську щорічно проводиться турнір Молодіжної хокейної ліги під назвою «Cherepanov Cup».

## Статистика

### Клубні виступи
| Сезон           | Клуб                 | Ліга            | Регулярний сезон | Регулярний сезон | Регулярний сезон | Регулярний сезон | Регулярний сезон | Плей-оф | Плей-оф | Плей-оф | Плей-оф | Плей-оф |
| Сезон           | Клуб                 | Ліга            | І                | Г                | П                | О                | ШХ               | І       | Г       | П       | О       | ШХ      |
| --------------- | -------------------- | --------------- | ---------------- | ---------------- | ---------------- | ---------------- | ---------------- | ------- | ------- | ------- | ------- | ------- |
| 2005–06         | «Омські яструби»     | РОС-3           | 4                | 2                | 0                | 0                | 2                | —       | —       | —       | —       | —       |
| 2006–07         | «Авангард-2» (Омськ) | РОС-3           | 3                | 1                | 0                | 1                | 0                | —       | —       | —       | —       | —       |
| 2006–07         | «Авангард» (Омськ)   | Росія           | 46               | 18               | 11               | 29               | 45               | 10      | 3       | 5       | 8       | 0       |
| 2007–08         | «Авангард» (Омськ)   | Росія           | 46               | 15               | 13               | 28               | 12               | 4       | 2       | 1       | 3       | 0       |
| 2008–09         | «Авангард» (Омськ)   | КХЛ             | 15               | 8                | 5                | 13               | 6                | —       | —       | —       | —       | —       |
| Росія/КХЛ разом | Росія/КХЛ разом      | Росія/КХЛ разом | 107              | 41               | 29               | 70               | 63               | 14      | 5       | 6       | 11      | 0       |

### Збірна
| Рік              | Команда          | Турнір           | Місце            | І  | Г  | П | О  | ШХ |
| ---------------- | ---------------- | ---------------- | ---------------- | -- | -- | - | -- | -- |
| 2007             | Росія            | WU18             | 1                | 7  | 5  | 3 | 8  | 6  |
| 2007             | Росія            | МЧС              | 2                | 6  | 5  | 3 | 8  | 2  |
| 2008             | Росія            | МЧС              | 3                | 6  | 3  | 3 | 6  | 2  |
| Молодіжна збірна | Молодіжна збірна | Молодіжна збірна | Молодіжна збірна | 19 | 13 | 9 | 22 | 10 |